# Biatora toensbergii
Biatora toensbergii Holien & Printzen, es una especie de liquen crustáceo o rimoso de la familia Ramalinaceae que vive principalmente en la superficie de la corteza de árboles (corticícola). Esta especie presenta un color gris amarillo pardo en su superficie, blanco hialino en el epitecio y blanco a amarillo terroso en el hipotecio. Por lo general Biatora toensbergii no presenta soredios en su superficie; la reproducción tiene lugar solo por parte del micobionte mediante ascosporas oblongas uni a triseptadas de entre 10 y 22 micras de diámetro generadas en conidios baciliformes. En esta especie aparece como metabolito secundario de la simbiosis la considerada como sustancia liquénica argopsina.